# Liste der Kunstwerke im öffentlichen Raum in Wien/Floridsdorf
Diese Liste der Kunstwerke im öffentlichen Raum in Floridsdorf enthält die im „Wien Kulturgut“ (digitalen Kulturstadtplan der Stadt Wien) gelisteten Kunstwerke im öffentlichen Raum (Public Art) im Bezirk Floridsdorf.
Gedenktafeln bzw. Gedenksteine sind in der Liste der Gedenktafeln und Gedenksteine in Wien/Floridsdorf angeführt.

## Kunstwerke
| Foto |                 | Name                                                                            | Typ                                      | Standort                                                                                             | Künstler                  | Datierung                         | Beschreibung | Metadaten |
| ---- | --------------- | ------------------------------------------------------------------------------- | ---------------------------------------- | --- | ------------------------- | --------------------------------- | --- | --- |
| ja   | Datei hochladen | Wegkreuz ID: 47786                                                              | Sakrale Kleindenkmäler                   | Am Bisamberg / Ecke Fillenbaumgasse Standort                                                         |                           |                                   | Scheidewegkreuz aus Holz mit rot bemaltem Korpus auf Natursteinsockel | |
| ja   | Datei hochladen | Rotes Kreuz ID: 47778                                                           | Sakrale Kleindenkmäler                   | Am Bisamberg / Ecke Krottenhofgasse Standort                                                         |                           | 18. Jh. (?)                       | „Blecherner Herrgott“ an einem Holzkreuz mit Gusssteinsockel und blechernem Schutzdach | Standort: Im Grünstreifen |
| ja   | Datei hochladen | Gedenkstele für Widerstandskämpfer ID: 75881                                    | Denkmäler                                | Am Spitz Standort                                                                                    |                           |                                   | Metallerne Gedenkstele für Karl Biedermann, Alfred Huth und Rudolf Raschke, die am 8. April 1945 an dieser Stelle gehenkt wurden | |
| ja   | Datei hochladen | Breitpfeiler ID: 47799                                                          | Sakrale Kleindenkmäler                   | Amtsstraße 15 Standort                                                                               |                           |                                   | Der kapellenartige Breitpfeiler steht in einer Häuserzeile und weist eine große Segmentbogennische mit Inschriftentafel und eine kleinere Nische im Giebelfeld mit einer hölzernen Christopherusfigur auf. | |
| ja   | Datei hochladen | Figurale Darstellungen ID: 41440                                                | Profanplastiken/Kunst am Bau freistehend | Angererstraße 14 / Kramreitergasse Standort                                                          | Franz Fischer             | 1968                              | Freistehende Kalksteinreliefwand | Standort: Haus der Begegnung                                                                                                  |
| ja   | Datei hochladen | Rotes Kreuz ID: 48317                                                           | Sakrale Kleindenkmäler                   | Berlagasse / Mühlweg Standort                                                                        |                           | 1822                              | „Blecherner Herrgott“ auf rot gefärbtem Holzkreuz, 1937 nach Sturmschäden wieder errichtet | |
| ja   | Datei hochladen | Schreibender Bub ID: 41456                                                      | Profanplastiken/Kunst am Bau freistehend | Berlagasse 1 Standort                                                                                | Margarete Hanusch         | 1964                              | Natursteinplastik | Standort: Wohnhausanlage / Stg. 2                                                                                             |
| ja   | Datei hochladen | Plastische Windrose mit Ansichten von 8 Hauptstädten Europas ID: 42303          | Profanplastiken/Kunst am Bau freistehend | Berlagasse 1 Standort                                                                                | Leopold Schmid            | 1965                              | Stahlrohrgestell mit Terrakottaverkleidung | Standort: Wohnhausanlage, Stg. 1                                                                                              |
| ja   | Datei hochladen | Sitzende ID: 42359                                                              | Profanplastiken/Kunst am Bau freistehend | Brünner Straße 24–32 / Floridsdorfer Markt / Schleifg. / Weisselg. Standort                          | Peter Steyer              | 1960                              | Bronzeplastik | Standort: Wohnhausanlage |
| ja   | Datei hochladen | Figurengruppe ID: 42530                                                         | Profanplastiken/Kunst am Bau freistehend | Brünner Straße 24–32 / Floridsdorfer Markt Standort                                                  | Herbert Schwarz           | 1964                              | Kunststeinplastik, Teil eines Brunnens, der in den 1990er-Jahren abgebaut wurde | Standort: Wohnhausanlage |
| ja   | Datei hochladen | Denkmal Opfer des Faschismus ID: 75885                                          | Denkmäler                                | Brünner Straße 57A Standort                                                                          |                           |                                   | Steinpyramide auf Steinquader mit eingravierten Namen | Standort: vor dem Möbelhaus Lutz                                                                                              |
| ja   | Datei hochladen | Triller-Kreuz ID: 47791 HERIS-ID: 21863 Objekt-ID: 18188                        | Sakrale Kleindenkmäler                   | Brünner Straße 95 / Ecke Trillergasse Standort                                                       |                           | vor 1660                          | Der Bildstock besteht aus einem einfachen Vierkantpfeiler mit Reliefen (Leidenswerkzeuge, Schweißtuch der hl. Veronika) und einem reliefierten Tabernakelaufsatz (Ölberg, Kreuzigungsszene, Schmerzensreiche Muttergottes) mit Stifterinschrift des Andreas Triller. Bekrönt wird er von einer Deckplatte mit einem einarmigen Kreuz. | Standort: Auf dem Gehsteig |
| ja   | Datei hochladen | Brunnen „Vegetative Form“ ID: 41226                                             | Profanplastiken/Kunst am Bau freistehend | Brünner Straße 108 Standort                                                                          | Margarete Bistron-Lausch  | 1966                              | Bronzeplastik | Standort: Wohnhausanlage |
| ja   | Datei hochladen | Schmerzensmann ID: 47790 HERIS-ID: 25492 Objekt-ID: 21920                       | Sakrale Kleindenkmäler                   | gegenüber Brünner Straße 315 Standort                                                                |                           | 1673                              | Über einer quadratischen Basis befindet sich ein ornamentierter Vierkantpfeiler mit Inschriftenkartuschen über einem schwachen Gesimse, darauf steht die Christusfigur mit Dornenkrone und gefesselten Händen. | |
| ja   | Datei hochladen | Kreuz ID: 76363                                                                 | Sakrale Kleindenkmäler                   | Brünner Straße 344 / Hochfeldstraße Standort                                                         |                           |                                   | Metallkreuz mit halbmondförmiger Tafel auf Steinsockel an der Stelle eines ehemaligen Cholerafriedhofes | |
| ja   | Datei hochladen | Kubus mit 4 Darstellungen „Wasservögel“ ID: 42067                               | Profanplastiken/Kunst am Bau freistehend | Dr.-Albert-Geßmann-Gasse 2–16 (gegenüber Nr. 13) Mühlweg 105–107 / Roggegasse 44–46 Standort         | Eduard Robitschko         | 1961                              | Kunststeinkubus mit Reliefs | Standort: Park bei der Wohnhausanlage                                                                                         |
| ja   | Datei hochladen | „Arbor Inversa“ (Hanging Tree) ID: 78521                                        | Profanplastiken/Kunst am Bau freistehend | Donauinsel Standort                                                                                  | Herman Prigann            |                                   | An einem Stahlgestänge verkehrt herum gehängter Baum | Standort: Nähe Floridsdorfer Brücke                                                                                           |
| ja   | Datei hochladen | Plastik „Stehender junger Mann“ ID: 41412                                       | Profanplastiken/Kunst am Bau freistehend | Dunantgasse 18 / Tetmajergasse Standort                                                              | Franz Fischer             | 1961                              | Natursteinplastik | Standort: Wohnhausanlage, gegenüber Stg. 12                                                                                   |
| ja   | Datei hochladen | Ornamentales Muster ID: 41636                                                   | Profanplastiken/Kunst am Bau freistehend | Dunantgasse 18 / Tetmajergasse Standort                                                              | Rudolf Hoflehner          | 1961                              | Trennwand aus Schmiedeeisen | Standort: Wohnhausanlage, Stg. 15                                                                                             |
| ja   | Datei hochladen | Trennwand „Abstraktion“ ID: 41794                                               | Profanplastiken/Kunst am Bau freistehend | Dunantgasse 18 / Tetmajergasse Standort                                                              | Heinz Leinfellner         | 1961                              | Trennwand aus Lindabrunner Konglomerat | Standort: Wohnhausanlage Prager Straße 31/12                                                                                  |
| ja   | Datei hochladen | Hl. Johannes von Nepomuk ID: 47775                                              | Sakrale Kleindenkmäler                   | Fillenbaumgasse 27 Standort                                                                          |                           | vor 1887                          | Figur des hl. Johannes Nepomuk mit Birett, Kruzifix und Märtyrerpalme in der Nische eines kapellenartigen Baus. | Standort: Im Vorgarten des Hauses Nr. 27 in einem kapellenartiger Einfassung                                                  |
| ja   | Datei hochladen | Elefant ID: 41706                                                               | Profanplastiken/Kunst am Bau freistehend | Floridsdorfer Hauptstraße 6–8 / Matthäus Jiszda Straße Standort                                      | Rudolf Kedl               | 1959                              | Spielplastik aus Kunststein und Messing | Standort: Dag-Hammarskjöld-Hof                                                                                                |
| ja   | Datei hochladen | Lebensbaum ID: 41797                                                            | Profanplastiken/Kunst am Bau freistehend | Franklinstraße 22 – Hallenbad Floridsdorf Standort                                                   | Heinz Leinfellner         | 1967                              | Kunststeinplastik | Standort: im Innenhof |
| ja   | Datei hochladen | 7 Figuren „Passanten. Ein dreidimensionaler Schnappschuß“ ID: 42718             | Profanplastiken/Kunst am Bau freistehend | Franz-Jonas-Platz Standort                                                                           | Christian Tuerr           | 1996                              | 7 Figuren aus mit Acryllack bemaltem Stahlblech: 1. alter Herr mit Stock 2. junge, stehende Dame 3. sitzender Hund 4. Mann mit Pullmankappe 5. gehende Dame 6. Skateboardfahrer 7. Wartebank mit Zeitungsleser Seit 2022 ist nur noch der Zeitungsleser an Ort und Stelle, alle anderen Figuren befinden sich in einem Depot. | |
| ja   | Datei hochladen | Kaiser-Franz-Joseph-Jubiläumssäule ID: 47794                                    | Denkmäler                                | Freiheitsplatz Standort                                                                              |                           | 1908                              | Säule auf Vierkantsockel mit einem Adler als Bekrönung | Standort: Vor Freiheitsplatz Nr. 3, im Grünbereich                                                                            |
| ja   | Datei hochladen | Liegender Jüngling ID: 41985                                                    | Profanplastiken/Kunst am Bau freistehend | Frömmelgasse 2 / Jedleseer Straße Standort                                                           | Paul Peschke              | 1964                              | Plastik aus rotem Kunststein | Standort: Wohnhausanlage |
| ja   | Datei hochladen | Zwei spielende Bären ID: 78492                                                  | Profanplastiken/Kunst am Bau freistehend | Fultonstraße 5–11 Standort                                                                           | Alfred Hofmann            | ca. 1931                          | Natursteinplastik zweier Bären auf einem Ball | Standort: vor dem Kindergarten                                                                                                |
| ja   | Datei hochladen | Hohlkreuz ID: 76409                                                             | Sakrale Kleindenkmäler                   | Gerasdorfer Straße/Grenzweg. Standort                                                                |                           |                                   | Holzkreuz mit metallenem Christusmonogramm in der Mitte, die Landesgrenze markierend – Pendant zum Kreuz in der Stammersdorfer Straße | |
| ja   | Datei hochladen | Konzentration II ID: 42235                                                      | Profanplastiken/Kunst am Bau freistehend | Gerasdorfer Straße 55 Standort                                                                       | Josef Schagerl            | 1985                              | Nirosta-Metallplastik | Standort: Wohnhausanlage, Stg. 1                                                                                              |
| ja   | Datei hochladen | Denkmal für Opfer des Faschismus ID: 75889                                      | Denkmäler                                | Gerichtsstraße 5 Standort                                                                            |                           | 1951                              | Denkmal für die Opfer des Faschismus unter den Straßenbahnern des Betriebsbahnhofes Floridsdorf | Standort: Straßenbahnremise                                                                                                   |
| ja   | Datei hochladen | Straßenmusikanten ID: 42560                                                     | Profanplastiken/Kunst am Bau freistehend | Göpfritzgasse 6 Standort                                                                             | Alexander Wahl            | 1966                              | Natursteinplastik | Standort: Strebersdorf – Wohnhausanlage, hinter Stg. 100, neben Kinderfreibad                                                 |
| ja   | Datei hochladen | Aufbruch ID: 42017                                                              | Profanplastiken/Kunst am Bau freistehend | Großfeldsiedlung – Adolf-Loos-Gasse 6 / Doderergasse 1 Standort                                      | Erwin Reiter              | 1972                              | Nirostaplastik | Standort: Wohnhausanlage |
| ja   | Datei hochladen | Die Schlacht ID: 41036                                                          | Profanplastiken/Kunst am Bau freistehend | Großfeldsiedlung, Adolf-Loos-Gasse 10–12 Standort                                                    | Walter Auer               | 1972                              | Kunststeinplastik | Standort: Stg. 19/20 |
| ja   | Datei hochladen | Entfaltung ID: 42670                                                            | Profanplastiken/Kunst am Bau freistehend | Großfeldsiedlung, Dopschstraße 25 Standort                                                           | Georg Zauner              | 1974                              | Kunststeinplastik | Standort: Schule, im Hof |
| ja   | Datei hochladen | Der Mensch auf der Straße ID: 41259                                             | Profanplastiken/Kunst am Bau freistehend | Großfeldsiedlung – Dopschstraße 29 Standort                                                          | Gertrude Diener-Hillinger | 1973                              | Freistehender Steinzeugfries | Standort: Wohnhausanlage, Stiege 4                                                                                            |
| ja   | Datei hochladen | Steingarten ID: 41920                                                           | Profanplastiken/Kunst am Bau freistehend | Großfeldsiedlung – Dopschstraße 29 Standort                                                          | Arnulf Neuwirth           | 1973                              | Kyklopische Granitmauer | Standort: Wohnhausanlage, Bt. 4, Bl. R, Stg. 2–4                                                                              |
| ja   | Datei hochladen | Künstlerische Gestaltung eines Spielplatzes ID: 42401                           | Profanplastiken/Kunst am Bau freistehend | Großfeldsiedlung – Dopschstraße 29 Standort                                                          | Fritz Tiefenthaler        | 1974                              | Mosaike und Reliefs aus farbig glasierter Keramik | Standort: Stiege 4–6 |
| ja   | Datei hochladen | Die Trauernde Vulgo: Figur 1967 ID: 41313                                       | Profanplastiken/Kunst am Bau freistehend | Großfeldsiedlung – Oswald-Redlich-Straße 22 / Feistlgasse 36 Standort                                | Otto Eder                 | 1967                              | Plastik aus Krastaler Marmor | Standort: Wohnhausanlage, Bt. 2, Stg. 36                                                                                      |
| ja   | Datei hochladen | Plastik „Eingeschnürte“ ID: 41171                                               | Profanplastiken/Kunst am Bau freistehend | Großfeldsiedlung, Oswald-Redlich-Straße 36 / Kürschnerstr.11 Standort                                | Gabriele Berger           | ca. 1984                          | Granitplastik | Standort: Wohnhausanlage |
| ja   | Datei hochladen | Plastik „Liegende“ ID: 41246                                                    | Profanplastiken/Kunst am Bau freistehend | Großfeldsiedlung, Oswald-Redlich-Straße 36 / Kürschnerstraße 11 Standort                             | Eduard Diem               | ca. 1984                          | Natursteinplastik | Standort: Wohnhausanlage |
| ja   | Datei hochladen | Plastik „Fordernde“ ID: 41680                                                   | Profanplastiken/Kunst am Bau freistehend | Großfeldsiedlung – Oswald-Redlich-Straße 36 / Kürschnerstraße 11 Standort                            | Josef Kaiser              | ca. 1984                          | Marmorplastik | Standort: Wohnhausanlage, gegenüber Kindertagesheim                                                                           |
| ja   | Datei hochladen | Es ist schön, Bildhauer zu sein ID: 41429                                       | Profanplastiken/Kunst am Bau freistehend | Großfeldsiedlung – Pastorstraße 14 Standort                                                          | Wolfgang Haidinger        | 1972                              | Natursteinplastik | Standort: Wohnhausanlage, Bt. 3, Stg.2+3                                                                                      |
| ja   | Datei hochladen | Emporstehendes Gebilde ID: 41690                                                | Profanplastiken/Kunst am Bau freistehend | Großfeldsiedlung – Pastorstraße 14 Standort                                                          | Franz Katzgraber          | 1972                              | Plastik aus Lindabrunner Konglomerat | Standort: Wohnhausanlage, Bt. 3, Stg.3+4                                                                                      |
| ja   | Datei hochladen | Die Bürger von Schilda ID: 42665                                                | Profanplastiken/Kunst am Bau freistehend | Großfeldsiedlung – Pastorstraße 20 Standort                                                          | Reimo Wukounig            | 1973                              | Bemalte Betonwand in drei Teilen | Standort: Wohnhausanlage, Bt. 4, Bl. P, Stg. 2                                                                                |
| ja   | Datei hochladen | Turnende Knaben ID: 42508                                                       | Profanplastiken/Kunst am Bau freistehend | Großfeldsiedlung – Pastorstraße 29 Standort                                                          | Rudolf Schwaiger          | 1970                              | Knabengruppe aus Carrara-Marmor | Standort: vor der Dr. Leopold Zechner-Schule                                                                                  |
| ja   | Datei hochladen | Vegetativ-Kristalline Form ID: 42362                                            | Profanplastiken/Kunst am Bau freistehend | Großfeldsiedlung – Walter-Schwarzacher-Gasse 15 / Robert-Lach-Gasse 9 Standort                       | Oswald Stimm              | 1971                              | Plastik aus Lindabrunner Konglomerat | Standort: Wohnhausanlage, Bt. 2, Stg. 42                                                                                      |
| ja   | Datei hochladen | Bewegung ID: 41245                                                              | Profanplastiken/Kunst am Bau freistehend | Großfeldsiedlung / Wassermanngasse 6 / Bubergasse 2A / Stg. 11 Standort                              | Heinrich Deutsch          | 1972                              | Skulptur aus Kunststein in einem Hof der städtischen Wohnhausanlage Großfeldsiedlung | Standort: Wohnhausanlage, Bt. 8                                                                                               |
| ja   | Datei hochladen | Komm. Urban Gedächtnisstein ID: 75891                                           | Denkmäler                                | Hagenbrunnerstraße/Krottenhofgasse (Stammersdorfer Kellergasse) Standort                             |                           |                                   | Gedenkstein für eine Militärformation der Franzosenkriege (?) | Standort: beim Parkplatz |
| ja   | Datei hochladen | Grabmal Familie Plankenbüchler ID: 47796                                        | Grabmäler/Grabhaine                      | Hans-Hirsch-Park / Töllergasse Standort                                                              |                           | Anfang 20. Jh.                    | Grabstele mit Inschrift zur Erinnerung an den bis 1922 auf dem Gelände des heutigen Parks befindlichen Donaufelder Friedhof | Standort: Gleich beim Eingang von der Töllergasse, rechts des Weges, nahe der Mauer                                           |
| ja   | Datei hochladen | Sitzendes Paar ID: 78791                                                        | Profanplastiken/Kunst am Bau freistehend | Helmholtzgasse 1 Standort                                                                            |                           |                                   | Keramikplastik | |
| ja   | Datei hochladen | Pietà ID: 48315                                                                 | Sakrale Kleindenkmäler                   | Jedlersdorfer Platz 2 Standort                                                                       |                           | 19. Jh.                           | Pietà auf hohem Steinsockel mit Holzkreuz dahinter | |
| ja   | Datei hochladen | Dreifaltigkeitssäule ID: 47805                                                  | Sakrale Kleindenkmäler                   | Jedlersdorfer Straße / Tulzergasse / Marchfeldkanal-Brücke Standort                                  |                           | 1776                              | Auf einem Vierkantsockel mit Wappenkartusche erhebt sich eine Rundsäule, die von einer Gnadenstuhldarstellung bekrönt wird. | Standort: Neben der Brücke |
| ja   | Datei hochladen | Schreitender ID: 41484                                                          | Profanplastiken/Kunst am Bau freistehend | Jedleseer Straße 66–94 / Edisonstraße Standort                                                       | Wilhelm Frass             | 1936                              | Bronzeplastik | Standort: Wohnhausanlage, Karl Seitz-Hof                                                                                      |
| ja   | Datei hochladen | Die Rastenden ID: 41361                                                         | Profanplastiken/Kunst am Bau freistehend | Jedleseer Straße 77 / Bellgasse 29 / Schulzgasse / Frauenhofergasse Standort                         | Gottfried Buchberger      | 1964                              | Kunststeinplastik | Standort: Wohnhausanlage |
| ja   | Datei hochladen | Plastik „Symbol der Familie“ ID: 42587                                          | Profanplastiken/Kunst am Bau freistehend | Jedleseer Straße 77 / Karl-Seitz-Platz Standort                                                      | Hermann Walenta           | 1964                              | Kunststeinplastik | Standort: Wohnhausanlage |
| ja   | Datei hochladen | Hl. Florian ID: 47773                                                           | Sakrale Kleindenkmäler                   | Jeneweingasse 17 Standort                                                                            |                           | Ende 18. Jh.                      | Darstellung des hl. Florian in Rüstung beim Löschen eines Hauses in einer Nische mit geschwungener Überdachung | Standort: In einer Nische direkt an der Fassade des ehemaligen Landgut Erdödy.                                                |
| ja   | Datei hochladen | Donauschwaben-Denkmal ID: 91542                                                 | Denkmäler                                | Julius-Ficker-Straße / Großfeldstraße. Donauschwaben-Park Standort                                   |                           |                                   | Gedenktafel in Form einer Karte der donauschwäbischen Siedlungsgebiete | |
| ja   | Datei hochladen | Der Raum in dem wir leben ID: 41576                                             | Profanplastiken/Kunst am Bau freistehend | Justgasse / Berzeliusgasse / Ruthnergasse Standort                                                   | Rudolf Hausner            | 1965                              | Freistehende Betonwand mit Glasmosaiken und Terrakotten (im Hof) | Standort: Wohnhausanlage, Heinz-Nittel-Hof                                                                                    |
| ja   | Datei hochladen | Figurale Darstellung, Ornamentales Band ID: 41550                               | Profanplastiken/Kunst am Bau freistehend | Justgasse/Skraupstraße Standort                                                                      | Karl Hauk                 | 1964                              | Zwei freistehende Betonwände mit Keramikmosaiken (im Hof) | Standort: Wohnhausanlage |
| ja   | Datei hochladen | Fische und Pflanzen ID: 41808                                                   | Profanplastiken/Kunst am Bau freistehend | Justgasse / Ruthnergasse Standort                                                                    | Anton Krejcar             | 1966                              | Freistehende Betonwand mit Glasmosaik | Standort: Wohnhausanlage, Ecke Justgasse/Ruthnergasse                                                                         |
| ja   | Datei hochladen | Hurdes Felix Dr. (Minister) ID: 75894                                           | Denkmäler                                | Kainachgasse 19 Standort                                                                             |                           |                                   | Denkmal für Felix Hurdes | |
| ja   | Datei hochladen | Trinkbrunnen ID: 42724                                                          | Profanplastiken/Kunst am Bau freistehend | Kummergasse 7 Standort                                                                               | Josef Schneider-Willmann  | 1995                              | freistehender Brunnen mit Tonwänden (Sinterengobe) und Bronzeelementen | Standort: Otto-Felix-Kanitz-Hof, im mittleren Hof                                                                             |
| ja   | Datei hochladen | Franzosenkreuz ID: 47798                                                        | Sakrale Kleindenkmäler                   | Langenzersdorfer Straße 49 Standort                                                                  |                           | 18. Jh. (?)                       | Der Bildstock steht pilasterähnlich an der Hauswand und ist durch eine Art Sprenggiebel mit Rundbogen und Kreuz abgeschlossen. Daran angebracht ist ein Bild der Dreifaltigkeit und armer Seelen. 1809 sollen an dieser Stelle Franzosen begraben worden sein. | |
| ja   | Datei hochladen | Hl. Leopold ID: 47776                                                           | Sakrale Kleindenkmäler                   | Leopoldauer Platz / Karl-Seidl-Park Standort                                                         |                           | Ende 17. Jh.                      | Figur des hl. Leopold mit Kirchenmodell auf einem Vierkantsockel | Standort: Am Ostende der Parkanlage (Karl Seidl Park)                                                                         |
| ja   | Datei hochladen | Kriegerdenkmal 1914–1918, 1939–1945 ID: 75993                                   | Denkmäler                                | Leopoldauer Platz. Standort                                                                          |                           | 1918                              | Ritterfigur auf breiten balustradenartigen Unterbau, nach dem 2. Weltkrieg adaptiert | Standort: Leopoldau, hinter der Kirche neben dem Friedhofseingang.                                                            |
| ja   | Datei hochladen | Johannes-von-Nepomuk-Statue ID: 76367 HERIS-ID: 21862 Objekt-ID: 18187          | Sakrale Kleindenkmäler                   | Leopoldauer Platz. Standort                                                                          |                           |                                   | Der hl. Johannes Nepomuk trägt ein Kreuz in beiden Händen und steht auf einem Sockel in einer barocken brunnenartigen Einfassung mit vegetabilem Muster und Eckvoluten. | |
| ja   | Datei hochladen | Mosaik-Zierbrunnen ID: 78507                                                    | Profanplastiken/Kunst am Bau freistehend | Leopoldauer Platz Standort                                                                           |                           |                                   | Glasmosaiken in geometrischen Feldern auf runder Stahlplatte | Standort: beim Teich im Karl Seidl Park                                                                                       |
| ja   | Datei hochladen | Hl. Patrizius ID: 47795                                                         | Sakrale Kleindenkmäler                   | Leopoldauer Straße / Ecke Patrizigasse Standort                                                      |                           | 1722                              | Die Figur des hl. Patrizius hält die rechte Hand zum Schwur erhoben und steht auf einer mehrfach genuteten Rundsäule. Es handelt sich um eine 1862 angefertigte Kopie. | Standort: In einem Blumenbeet                                                                                                 |
| ja   | Datei hochladen | Breitpfeiler ID: 47803                                                          | Sakrale Kleindenkmäler                   | Leopoldauer Straße 141 / Ecke Heinrich-von-Buol-Gasse Standort                                       |                           | 17. Jh.                           | Auf einem massiven achteckigen Postament befindet sich ein massiver achteckiger Breitpfeiler, dessen Aufsatz mit Rundbogennische durch ein Gesims abgetrennt ist und von einem Doppelkreuz bekrönt wird. Der Kern stammt möglicherweise aus dem Spätmittelalter. | |
| ja   | Datei hochladen | Friedhofskreuz (Rest einer ehem. Kreuzigungsgruppe) ID: 47785                   | Sakrale Kleindenkmäler                   | Liesneckgasse – Jedleseer Friedhof Standort                                                          |                           | 1873                              | Neben dem hohen Steinkreuz mit Metallkorpus befanden sich ursprünglich die lebensgroßen Figuren von Maria Magdalena und Johannes. | Standort: Beim Eingang von der Liesneckgasse (Parkplatz) aus dem Hauptweg entlang, auf der rechten Seite des Weges (Gruppe 2) |
| ja   | Datei hochladen | Hl. Johannes von Nepomuk ID: 47774                                              | Sakrale Kleindenkmäler                   | Lorettoplatz 5 Standort                                                                              |                           | 1. Viertel 18. Jh.                | Figur des hl. Johannes Nepomuk auf Rokokosockel | Standort: Gegenüber der Kirche in einem Vorgarten                                                                             |
| ja   | Datei hochladen | Katharina von Österreich ID: 41045                                              | Profanplastiken/Kunst am Bau freistehend | Marco-Polo-Promenade / Carrogasse Standort                                                           | Gerda Fassel              | 1983                              | Bronzefigur | Standort: Heinz-Nittel-Hof |
| ja   | Datei hochladen | Springbrunnen ID: 42215                                                         | Profanplastiken/Kunst am Bau freistehend | Marie-Schuller-Park Standort                                                                         | Josef Seebacher           |                                   | Brunnen mit mosaizierter Betonstele | Standort: Park |
| ja   | Datei hochladen | Spielplastik „Drei Bären“ ID: 42053                                             | Profanplastiken/Kunst am Bau freistehend | Matthäus Jiszda Straße 3 Standort                                                                    | Eduard Robitschko         | 1958                              | Kunststeinplastik | Standort: Kinderspielplatz in der Wohnhausanlage                                                                              |
| ja   | Datei hochladen | Elch ID: 41498                                                                  | Profanplastiken/Kunst am Bau freistehend | Meriangasse / Göpfritzgasse Standort                                                                 | Gertrude Fronius          | 1966                              | Natursteinplastik, Schaufeln aus Bronze | Standort: Strebersdorf – Wohnhausanlage                                                                                       |
| ja   | Datei hochladen | Stehender weiblicher Akt ID: 41443                                              | Profanplastiken/Kunst am Bau freistehend | Mitterhofergasse 2 / Jedlersdorfer Straße Standort                                                   | Franz Fischer             | vor 1970                          | Bronzeplastik | Standort: Wohnhausanlage |
| ja   | Datei hochladen | Contra ST 126 ID: 42234                                                         | Profanplastiken/Kunst am Bau freistehend | Mitterhofergasse 2 Standort                                                                          | Josef Schagerl            | 1973                              | Plastik aus Chromnickelstahl | Standort: Wohnhausanlage, Stg. 26                                                                                             |
| ja   | Datei hochladen | Stürzender Astronaut ID: 42018                                                  | Profanplastiken/Kunst am Bau freistehend | Mitterhofergasse 2 / Ödenburger Straße Standort                                                      | Erwin Reiter              | 1972                              | Plastik aus Chromnickelstahl | Standort: Wohnhausanlage, Stg. 9                                                                                              |
| ja   | Datei hochladen | Tierliebe Vulgo: Knabe mit Esel ID: 42063                                       | Profanplastiken/Kunst am Bau freistehend | Mühlschüttelgasse 15 / Morelligasse 1–3 Standort                                                     | Eduard Robitschko         | 1971                              | Bronzeplastik | Standort: Wohnhausanlage |
| ja   | Datei hochladen | Kreuz Vulgo: WIAR-Kreuz ID: 47780                                               | Sakrale Kleindenkmäler                   | Neusatzgasse nach Breitenweg Standort                                                                |                           |                                   | Auf einem abgestuften Sockel mit Herzkreuz-Relief befindet sich ein durchbrochen gearbeitetes Eisenkreuz mit vergoldetem Korpus und einem Mittelkreis mit der Inschrift In Deine Hände empfehle ich meinen Geist. | Standort: Auf der rechten Seite auf der Böschung, vor der Gasse „In den Gabrissen“                                            |
| ja   | Datei hochladen | Lauernde Löwinnen ID: 41643                                                     | Profanplastiken/Kunst am Bau freistehend | Ödenburger Straße 73–85 Standort                                                                     | Leopold Hohl              | 1963                              | Kunststeinplastik | Standort: Wohnhausanlage |
| ja   | Datei hochladen | Bildliche Darstellungen der Weltrichtungen ID: 41779                            | Profanplastiken/Kunst am Bau freistehend | Ödenburger Straße 73–85 Standort                                                                     | Hermann Kosel             | 1963                              | Pfeiler mit Mosaikverkleidung | Standort: Wohnhausanlage |
| ja   | Datei hochladen | Knabe mit Ball ID: 42021                                                        | Profanplastiken/Kunst am Bau freistehend | Osergasse 5–7 / Carrogasse / Justgasse 6–14 Standort                                                 | Edmund Reitter            | 1951                              | Steinzeugplastik | Standort: Wohnhausanlage (im Innenhof)                                                                                        |
| ja   | Datei hochladen | Disziplin ID: 41629                                                             | Profanplastiken/Kunst am Bau freistehend | Patrizigasse 2 (Schloßhoferstraße 41) Standort                                                       | Oskar Höfinger            | 1978                              | Plastik aus Chromnickelstahl | Standort: Ausbildungszentrum für soziale Berufe                                                                               |
| ja   | Datei hochladen | Denkmal für Opfer des Faschismus ID: 75989                                      | Denkmäler                                | Pfendlergasse 1. Standort                                                                            | Heribert Potuznik         | 1951                              | Stele mit Relief | Standort: am abgesperrten Gelände des ehemaligen Gaswerks (vom Tor aus in einiger Entfernung sichtbar).                       |
| ja   | Datei hochladen | Weissel Georg Denkmal ID: 75999 HERIS-ID: 66105 Objekt-ID: 78978                | Denkmäler                                | Prager Straße 18a Standort                                                                           | Karl Nieschlag            | 1964                              | Denkmal für den 1934 hingerichteten Schutzbundkommandanten Georg Weissel | |
| ja   | Datei hochladen | Pelikan ID: 41589                                                               | Profanplastiken/Kunst am Bau freistehend | Prager Straße 93–99 / Anton-Anderer-Platz 1 Standort                                                 | Alois Heidel              |                                   | Bronzeplastik auf Bruchsteinsockel in einem Brunnenbecken | Standort: Wohnhausanlage, Stg. 4–7                                                                                            |
| ja   | Datei hochladen | Plastik „Fruchtträgerin“ ID: 41486                                              | Profanplastiken/Kunst am Bau freistehend | Prager Straße 93–99 / Anton-Dengler-Gasse / Wiener Gasse – vor Anton-Anderer-Platz 1 Standort        | Wilhelm Frass             | 1958                              | Plastik aus Lindabrunner Kalkstein | Standort: Wohnhausanlage |
| ja   | Datei hochladen | Zwei Mädchen ID: 42645                                                          | Profanplastiken/Kunst am Bau freistehend | Prager Straße 93–99 / Anton-Dengler-Gasse / Wiener Gasse Standort                                    | Luise Wolf                | 1958                              | Plastik aus Zementguss | Standort: Wohnhausanlage, Bt. 2                                                                                               |
| ja   | Datei hochladen | Kriegerdenkmal ID: 76351                                                        | Denkmäler                                | Rußbergstraße / Anton-Böck-Gasse. Standort                                                           |                           | 1933                              | Zwischen zwei Eckpfeilern mit Laternen und einem breitpfeilerartigen Mittelteil mit vier kupfernen Schriftplatten verlaufen gekrümmte Verbindungswände mit insgesamt vier Kupferplatten mit Inschrift. | |
| ja   | Datei hochladen | Abstrakte Form ID: 41986                                                        | Profanplastiken/Kunst am Bau freistehend | Rußbergstraße 11 / Berlagasse 40 Standort                                                            | Paul Peschke              | 1967                              | Natursteinplastik | Standort: Wohnhausanlage |
| ja   | Datei hochladen | Liegende Figur ID: 42663                                                        | Profanplastiken/Kunst am Bau freistehend | Rußbergstraße 11 / Berlagasse 40 Standort                                                            | Werner Würtinger          | 1964                              | Natursteinplastik | Standort: Wohnhausanlage – im Innenhof                                                                                        |
| ja   | Datei hochladen | Schauende ID: 42535                                                             | Profanplastiken/Kunst am Bau freistehend | Rußbergstraße 13 / Roda-Roda-Gasse 6 Standort                                                        | Hilde Uray                | 1962                              | Plastik aus Betonguss | |
| ja   | Datei hochladen | Stehendes Mädchen ID: 42100                                                     | Profanplastiken/Kunst am Bau freistehend | Rußbergstraße 13 / Meriangasse / Roda-Roda-Gasse 8 Standort                                          | Fritz Pilz                | 1961                              | Natursteinplastik | Standort: Wohnhausanlage |
| ja   | Datei hochladen | Kniender Wasserbüffel ID: 42735                                                 | Profanplastiken/Kunst am Bau freistehend | Rußbergstraße 24 Standort                                                                            | Elisabeth Turolt          | 1958                              | Freiplastik aus Terrazement | Standort: Wohnhausanlage |
| ja   | Datei hochladen | Pestmarterl ID: 91543                                                           | Sakrale Kleindenkmäler                   | Russbergstraße / Mayerweckstraße Standort                                                            |                           | 2013 Wiedererrichtung             | Bildstock am Rand des Helma-Pavlis-Parks | |
| ja   | Datei hochladen | Vorwärts XXI – Fußballverein ID: 76359                                          | Denkmäler                                | Satzingerweg / Josef-Baumann-Gasse Standort                                                          |                           | 2007                              | Steinskulptur zweier Fußballspieler, zur Erinnerung an den ehemals hier beheimateten Fußballverein Vorwärts XXI | |
| ja   | Datei hochladen | Sitzender Knabe mit Tier ID: 42054                                              | Profanplastiken/Kunst am Bau freistehend | Satzingerweg / Bessemerstraße / Ostmarkgasse Standort                                                | Eduard Robitschko         | 1959                              | Natursteinplastik | Standort: Wohnhausanlage, gegenüber Nr. 4                                                                                     |
| ja   | Datei hochladen | Sitzende weibliche Figur ID: 41404                                              | Profanplastiken/Kunst am Bau freistehend | Scottgasse/Schleidengasse Standort                                                                   | Franz Fischer             | 1954                              | Natursteinplastik | Standort: Wohnhausanlage |
| ja   | Datei hochladen | Spielplastik „Tempelhupfspiel“ ID: 42026                                        | Profanplastiken/Kunst am Bau freistehend | Schöpfleuthnergasse 1 Standort                                                                       | Edmund Reitter            | 1958                              | Kunststein mit Mosaiken, Bodenbelag mit Mosaiken | Standort: Wohnhausanlage, Stiege 12                                                                                           |
| ja   | Datei hochladen | Bildstock ID: 47804                                                             | Sakrale Kleindenkmäler                   | Sebaldg. / Aderklaaer St. Standort                                                                   |                           | 1679                              | Der Bildstock auf quadratischem Grundriss hat drei Rundbogennischen mit Mosaiken aus neuerer Zeit (Ein Kreuz, zwei Heiligendarstellungen) und ein spitzes Schindeldach. | Standort: Am Rand der Grünanlage                                                                                              |
| ja   | Datei hochladen | Kindergruppe – die Goldene Brücke spielend ID: 41845                            | Profanplastiken/Kunst am Bau freistehend | Siemensstraße / Osergasse / Berzeliusgasse 2 Standort                                                | Eva Mazzucco              | 1965                              | Bronzeplastik | Standort: Areal der Volksschule bei der Ecke Osergasse/Berzeliusgasse                                                         |
| ja   | Datei hochladen | Lesendes Mädchen Vulgo: Sinnende ID: 41923                                      | Profanplastiken/Kunst am Bau freistehend | Siemensstraße 17–19 Standort                                                                         | Karl Nieschlag            | 1955                              | Natursteinplastik | Standort: Volksheim Großjedlersdorf                                                                                           |
| ja   | Datei hochladen | Sog. Kugelkreuz ID: 47793 HERIS-ID: 26929 Objekt-ID: 23436                      | Sakrale Kleindenkmäler                   | Siemensstraße 167 / Ecke Stadlweg Standort                                                           |                           | 1680                              | Das Kreuz wurde angeblich über einem Pestgrab errichtet. Auf einem Postament befindet sich eine Rundsäule, die über einem Gesims ein Tabernakel mit flachen Rundbogennischen trägt, das von einer Kugel mit Kreuz bekrönt ist. | Standort: Im Grünstreifen |
| ja   | Datei hochladen | Steinernes Kreuz Vulgo: Weißes Kreuz ID: 47800 HERIS-ID: 25493 Objekt-ID: 21921 | Sakrale Kleindenkmäler                   | Stammersdorfer Kellergasse / Ecke Krottenhofgasse Standort                                           |                           | 1. Viertel 19. Jh.                | Massiver quaderförmige Breitpfeiler mit vier leeren Rundbogennischen und Zeltdach mit Doppelkreuz | Standort: Im Grünstreifen |
| ja   | Datei hochladen | Wegkreuz ID: 47777                                                              | Sakrale Kleindenkmäler                   | Stammersdorfer Kellergasse / Ecke Mitterhaidenweg – gegenüber dem Weg „In den Broschäckern“ Standort |                           | 19. Jh.                           | Kreuz mit Bronzekorpus über einem stufenartigen Steinsockel | Standort: Auf der Böschung unter Bäumen und Gebüsch                                                                           |
| ja   | Datei hochladen | Dachlerkreuz ID: 47801                                                          | Sakrale Kleindenkmäler                   | Stammersdorfer Kellergasse / Krottenhofgasse Standort                                                |                           |                                   | Verziertes Metallkreuzfragment auf konischem Steinsockel mit Weihwasserbecken | Standort: Gegenüber dem Parkplatz                                                                                             |
| ja   | Datei hochladen | Pestsäule ID: 47789 HERIS-ID: 25502 Objekt-ID: 21930                            | Sakrale Kleindenkmäler                   | Pestsäule Liebleitnergasse Standort                                                                  |                           | ca. 1600                          | Die Säule besteht aus einem Vierkantpfeiler mit einem durch ein schwaches Gesims getrennten etwa gleichstarken Tabernakelaufsatz. An diesem befinden sich vier Relieffelder (drei Passionsszenen und ein hl. Nikolaus), bekrönt wird er von einem Steindach und einem Kreuz mit Kleeblatt-Enden | Standort: Südöstlich der Kirche                                                                                               |
| ja   | Datei hochladen | Maria Immaculata ID: 47787 HERIS-ID: 25502 Objekt-ID: 21930                     | Sakrale Kleindenkmäler                   | Stammersdorfer Pfarrkirche – Kirchenvorplatz, Liebleitnergasse Standort                              |                           | Mitte 18. Jh.                     | Die Figur der Maria Immaculata steht auf einem geschwungenen und profilierten Sockel mit zweistufigem Postament. Sie war früher im Ort aufgestellt. | Standort: An der Südfassade der Kirche                                                                                        |
| ja   | Datei hochladen | Kreuzigungsgruppe ID: 47782                                                     | Sakrale Kleindenkmäler                   | Stammersdorfer Pfarrkirche – Kirchvorplatz / Liebleitnergasse Standort                               |                           | 1. Drittel 18. Jh. (Nebenfiguren) | In der Nische einer querrechteckigen Kapelle aus dem Jahr 1991 stehen ein Kreuz mit Korpus (1520 bzw. 1515) und zwei Figuren von Maria Magdalena und Johannes, alle sind farbig gefasst. | Standort: Am Vorplatz an der Südseite der Kirche                                                                              |
| ja   | Datei hochladen | Luther-Kreuz ID: 47781                                                          | Sakrale Kleindenkmäler                   | Stammersdorfer Pfarrkirche – Kirchenvorplatz Standort                                                |                           | 18. Jh. (?)                       | Schmiedeeisenkreuz aus floralen Spiralmotiven | Standort: Am Platz auf der Südseite der Kirche                                                                                |
| ja   | Datei hochladen | Mariensäule ID: 47788 HERIS-ID: 21842 Objekt-ID: 18166                          | Sakrale Kleindenkmäler                   | Stammersdorfer Straße 33 Standort                                                                    |                           | 1775                              | Es handelt sich um eine Gruppe der Heiligen Donatus, Anna Selbdritt, Josef und Florian mit einer Maria Immaculata auf einer erhöhten Säule in der Mitte. | Standort: Platzmitte |
| ja   | Datei hochladen | Kriegerdenkmal ID: 76353                                                        | Denkmäler                                | Stammersdorfer Straße 42. Standort                                                                   | Arthur Jelinek            |                                   | Dreiteiliges Denkmal mit Inschriftentafel seitlich und einem Doppeladler mit Stiftertafel in der Mitte | |
| ja   | Datei hochladen | Kreuz ID: 76371                                                                 | Sakrale Kleindenkmäler                   | Stammersdorfer Straße/Grenzweg. Standort                                                             |                           |                                   | Holzkreuz mit metallenem Christusmonogramm in der Mitte, die Landesgrenze markierend – Pendant zum Kreuz in der Gerasdorfer Straße | Standort: Beim Stammersdorfer Zentralfriedhof.                                                                                |
| ja   | Datei hochladen | Kapellen-Kreuz ID: 47779                                                        | Sakrale Kleindenkmäler                   | Steinbügelweg / Ecke Dr. Nekowitsch Straße Standort                                                  |                           | 19. Jh.                           | Rankengeschmücktes Holzkreuz mit Metallkorpus auf achtseitigem Sockel | Standort: Im Grünstreifen |
| ja   | Datei hochladen | Angsten-Kreuz Vulgo: Wegkreuz ID: 47783                                         | Sakrale Kleindenkmäler                   | Strebersdorfer Straße / Ödenburger Straße Standort                                                   |                           | 1863                              | Auf einem abgeschrägten Sockel mit Laterne steht ein Holzkreuz mit Matallkorpus und Marienrelief am Kreuzfuß. | Standort: Im Grünstreifen |
| ja   | Datei hochladen | Pestmarterl ID: 47797                                                           | Sakrale Kleindenkmäler                   | Strebersdorfer Straße 141 Standort                                                                   |                           | 18. Jh. (?)                       | In einem pilasterartig in das Haus integrierten Pfeiler befindet sich eine verglaste Nische mit Dreifaltigkeitsdarstellung. Der Pfeiler stand ursprünglich frei und wurde beim Bau des Hauses in dieses integriert. | Standort: An der Fassade |
| ja   | Datei hochladen | Dreifaltigkeitssäule ID: 47802                                                  | Sakrale Kleindenkmäler                   | Töllergasse 15 Standort                                                                              |                           |                                   | Gnadenstuhl auf gebauchter Säule mit Postament, nicht mehr an Ort und Stelle | Standort: In einer Grünanlage im Vorhof des Joseph-Heimes                                                                     |
| ja   | Datei hochladen | Donaufelder Friedhofskreuz ID: 108489                                           | Sakrale Kleindenkmäler                   | Töllergasse 21 Standort                                                                              |                           | 19. Jh.                           | Das ursprüngliche Friedhofskreuz mit einer späteren Eisengussfigur (Corpus Christi mit Schlangendarstellung) war von der Auflassung des Friedhofs 1923 bis 2017 im Garten des in diesem Jahr verkauften Karmeliterklosters Töllergasse 11 aufgestellt, nach einer Restaurierung kam es an die heutige Stelle – dem Hans-Hirsch-Park, der sich am Ort des alten Donaufelder Friedhofs befindet. | Standort: Hans-Hirsch-Park, Zugang Töllergasse 21                                                                             |
| ja   | Datei hochladen | Emauskapelle, Scheyd-Kapelle ID: 76406 HERIS-ID: 26411 Objekt-ID: 22884         | Sakrale Kleindenkmäler                   | Tomaschekstraße / Schlossergasse. Standort                                                           |                           | 1714                              | Die Kapelle wurde von einem gewissen Sebastian Scheyd gestiftet und stand ursprünglich in der heutigen Scheydgasse. Die Feldkapelle hat einen annähernd quadratischen Grundriss mit stark abgefasten Kanten und einen apsidialen Abschluss. An der Vorderseite unterhalb des Dreiecksgiebels springt ein Fassadenteil mit einer rundbogigen vergitterten Türöffnung hervor, links und rechts davon sind zwei hohe schmale Rundbogennischen. Im Inneren befinden sich zwei Heiligenstatuen (hl. Rochus, hl. Johannes von Nepomuk) und ein Holzkruzifix. | Standort: Früherer Standort Scheydgasse.                                                                                      |
| ja   | Datei hochladen | Katzenfamilie ID: 41202                                                         | Profanplastiken/Kunst am Bau freistehend | Tomaschekstraße 44 / In der Schwarzlackenau Standort                                                 | Maria Biljan-Bilger       | 1969                              | Bronzeplastik | Standort: Volksschule |
| ja   | Datei hochladen | Johann-Freiherr-von-O'Brien-Denkmal ID: 47792 HERIS-ID: 25494 Objekt-ID: 21922  | Denkmäler                                | gegenüber Überfuhrstraße 15–17 Standort                                                              | A. Weinguni               | 1909                              | Das Denkmal für Johann von O’Brien ist ein Steinobelisk mit bekrönendem Bronzeadler, der an den Seiten Inschriftenmedaillons, ein Portraitrelief O’Briens sowie die Jahreszahl 1809 aufweist. | Standort: Am Rand des Waldes                                                                                                  |
| ja   | Datei hochladen | Mädchen auf Schildkröte ID: 41286                                               | Profanplastiken/Kunst am Bau freistehend | Voltagasse 55–63 / Bunsengasse / O'Brien-Gasse 34–44 Standort                                        | Oskar Bottoli             | 1954                              | Natursteinplastik | Standort: Wohnhausanlage, Gartenhof                                                                                           |
| ja   | Datei hochladen | Storchenpaar ID: 41337                                                          | Profanplastiken/Kunst am Bau freistehend | Wasserpark Standort                                                                                  | Anton Endstorfer          | 1958                              | Bronzeplastik | Standort: Parkanlage |
| ja   | Datei hochladen | Plastik „Arbeiter mit Hammer“ ID: 41482                                         | Profanplastiken/Kunst am Bau freistehend | Werndlgasse 14–18 Standort                                                                           | Wilhelm Frass             | 1934                              | Natursteinplastik, 1954 durch Nachbildung vom Gipsmodell ersetzt | Standort: Wohnhausanlage |
| ja   | Datei hochladen | Kreuz ID: 47784                                                                 | Sakrale Kleindenkmäler                   | Zwerchbreitelngasse / Ecke Weinsteiggasse Standort                                                   |                           | Ende 19. Jh.                      | Über einem querrechteckigen Sockel mit Inschriftentafel erhebt sich ein durchbrochenes Eisenkreuz mit Rankenornament und Korpus, vom Mittelpunkt gehen Strahlen weg, am Kreuzfuß ist die Figur einer trauernden Maria zu sehen. Es ist dem Pfarrer von Stammersdorf P. Rainer (1806–1888) gewidmet. | Standort: Am Straßenrand auf einem Wiesenstreifen                                                                             |